# Thubten Kunphela
Thubten Kunphela (Nyemo, 1905 - 22 december 1963), vaak ook geschreven als Kumbela, was een Tibetaans politicus. In het laatste deel van de periode van de dertiende dalai lama Thubten Gyatso (1876- 1933) was hij zijn grote vertrouweling en na hem de machtigste man in Tibet.

## Jeugd
Kunphela werd in 1905 geboren als enige zoon in een gezin van horige boeren in Nyemo. In het stelsel van horigheid in Tibet konden horigen het landgoed waar ze geboren werden niet zonder voorafgaande - en zelden gegeven toestemming- van de landeigenaar verlaten.
Een landeigenaar kon echter ook dienstbaarheden buiten het landgoed opleggen aan families van horigen als onderdeel van hun corvee verplichtingen. Ook voor de dalai lama's bestond die mogelijkheid. Op de leeftijd van 12 jaar werd op die manier Kunphela gevorderd om in het Potala-Paleis in Lhasa te gaan werken. Zijn ouders verzetten zich tegen deze beslissing, vanwege het feit dat hij hun enige zoon was. Zij werden echter gedwongen de beslissing te accepteren, maar ontvingen enige compensatie omdat ze daarna iets minder corvee werkzaamheden op het landgoed hoefden uit te voeren.

## Eerste periode in Lhasa

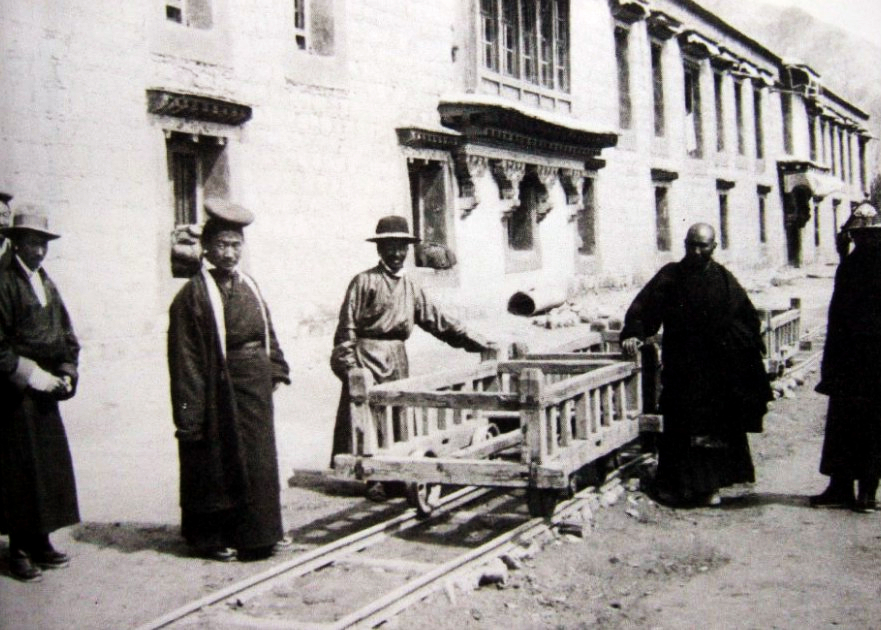
Trapchi Electrical Machine Office

Kunphela bracht de eerste jaren in Lhasa redelijk anoniem door. Na een paar jaar was hij echter betrokken bij een incident met een aantal stalknechten, dat de dalai lama toevallig waarnam. Deze sloeg hem en beval dat Kunphela de volgende dag gegeseld moest worden. Kunphela ontsnapte die nacht, maar werd spoedig gevonden. Tot zijn verbazing werd hij echter door de dalai lama coulant behandeld. Daarna kreeg Kunphela de gelegenheid om te studeren. Hij hield zich bezig met zowel tuinwerkzaamheden als Tibetaanse kalligrafie en was ook snijder van blokdrukken. Langzamerhand werd hij ook de persoonlijke assistent en vertrouweling van de dalai lama.
Die maakte hem verantwoordelijk voor de renovatie van een deel van het Potala.
In 1931 droeg de dalai lama hem op leiding te gaan geven aan het Trapchi Lotru Lagyung. In het Engels meestal vertaald als Trapchi Electrical Machine Office. Dat was een complex van enkele gebouwen en kantoren even buiten Lhasa, waar wat munitie geproduceerd werd en bankbiljetten gedrukt. Een deel van de energie hiervoor werd geleverd door een eenvoudige en kleine waterkrachtcentrale. Dat werd een succesvolle onderneming en markeerde de machtspositie die Kunphela was gaan innemen.
In hetzelfde jaar creëerde hij het Trongdra Regiment. Dat werd het elitekorps van het Tibetaanse leger. Het bestond vooral uit soldaten afkomstig uit de betere families van Tibet. Het regiment bestond uit circa 1000 manschappen, was goed getraind en opgeleid, bezat - voor Tibetaanse begrippen - superieure bewapening en werd goed betaald. Het beantwoordde feitelijk ook alleen aan de bevelen van Kunphela.

## Na de dood van de dertiende dalai lama

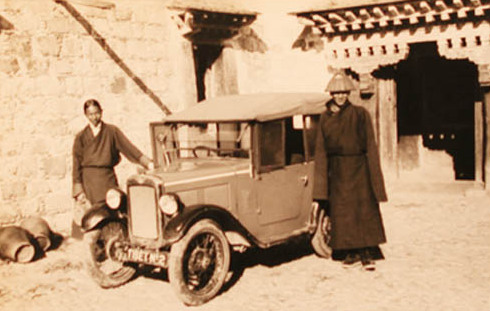
Yuthok Tashi Döndrub met Kunphela naast een Austin Baby 1927 bij de Britse missie in Lhasa, 19 september 1933

Na de dood van de dertiende dalai lama in 1933 moest er weer een regent in Tibet benoemd worden. Formeel zou de meest logische keus de lonchen geweest zijn, de plaatsvervanger van een dalai lama bij zijn afwezigheid. Dat was op dat moment Langdün Künga Wangchug die deze functie verkregen had op de leeftijd van negentien jaar in 1926 op basis van geen andere verdienste dan dat hij een volle neef van de dalai lama was. Kunga Wanhchug werd echter algemeen als een zwakke en nogal dwaze persoon gezien.
De machtigste man in Tibet in die tijd was ongetwijfeld Kunphela. Er was wel één zwak punt in zijn positie. Die positie was tot die periode voornamelijk afhankelijk van zijn relatie met de dalai lama. Hij was nooit minister geweest en had nooit deel uitgemaakt van formele overheidsstructuren, zoals de Kashag, de formele regering van Tibet. Door zijn controle over het Trongdra Regiment lag de macht echter voor hem voor het grijpen en zou het afdwingen van een positie als regent relatief gemakkelijk te realiseren zijn geweest.
Om redenen die nooit geheel helder zijn geworden stelde Kunphela zich echter in de weken na de dood van de dalai lama nogal passief op. Dat gaf uiteindelijk anderen en met name Lungshar de gelegenheid in actie te komen. Lungshar was afkomstig uit een van de oudste aristocratische families van Tibet die al onder de vijfde dalai lama, Ngawang Lobsang Gyatso, had gediend. Hij was een zeer getalenteerd man, had gereisd in Europa, was vaak in Brits-Indië geweest en was als gevolg daarvan een van de zeer weinige Tibetanen met een realistisch besef van de wereld buiten Tibet. Lungshar had de ambitie om Tibet te hervormen en het een meer seculiere bestuursstructuur te geven. Lungshar beschouwde zich echter ook als de enige Tibetaan die het land die toekomst kon geven en had de neiging zich daarbij nogal arrogant te gedragen.
Lungshar slaagde erin om een complot tegen Kunphela te creëren. Als gevolg daarvan werd Kunphela beschuldigd van nalatigheid bij het overlijdensproces van de dalai lama en er waren zelfs geruchten waarbij hij van moord werd beschuldigd. Lungshar wist ook nog een deel van het Trongdra Regiment tot muiterij te brengen. Dit had tot gevolg dat Kunphela zijn machtspositie verloor en voor het leven verbannen werd naar Kongpo. Al zijn bezit en dat van zijn familie werd geconfisqueerd.
Daarna werd opnieuw - via een divinatieprocedure - een tulku de regent in Tibet, de vijfde Reting rinpoche Jampäl Yeshe Gyaltsen. In de periode hierna bleef Lungshar proberen zijn eigen machtspositie te versterken. Hij overspeelde echter zijn hand en werd gearresteerd. Als straf werden zijn beide ogen uitgestoken.

## In Kalimpong

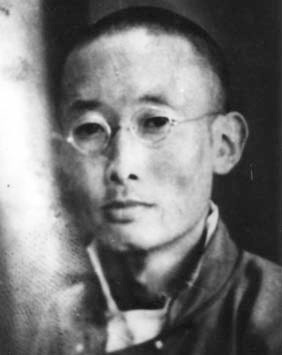
Gendün Chöpel

In de periode in Kongpo sloot Kunphela vriendschap met Canlocen, een eveneens daarheen verbannen dichter. Eind 1937 slaagden zij er beiden in naar India te ontvluchten. Zij arriveerden in Kalimpong waar zij na enige tijd ook Gendün Chöpel en de uit Kham afkomstige Pandatsang Rapga ontmoetten. Rapga behoorde tot een tak van de Pandatsang familie, die rijke wolhandelaren uit Kham waren. Hij werd de oprichter van de Verbeteringspartij Tibet. De andere drie sloten zich bij hem aan en met zijn vieren vormden ze dan de kern van die partij.
De partij beschouwde de toenmalige regeringsstructuur van Tibet als volstrekt verouderd. Het had niet zozeer een volkomen andere sociale orde als doel, maar beoogde vooral een meer seculiere regeringsvorm waarin veel meer aandacht zou zijn voor verbetering van infrastructuur, zoals introductie van meer technologie, beter onderwijs en een modern en staand leger. Met name Rapga was sterk beïnvloed door de ideeën van Sun Yat-sen. Hij geloofde dat verandering in Tibet alleen mogelijk zou zijn op een wijze die vergelijkbaar was met het eind van de Qing-dynastie in China. Hij nam dan ook de theorie en ideeën van de Kwomintang als uitgangspunt voor het door hem gewenste model voor Tibet.
De partij en de leden werden ook financieel onderhouden door de Kwomingtang en de familieclan van de Pandatsang. Het standpunt van de partij verschoof uiteindelijk naar een model waarin de door hen gewenste toekomst van Tibet alleen te bereiken zou zijn in de vorm van een autonome Tibetaanse republiek binnen het staatsverband van de Republiek China.
De activiteiten van de partij werden uiteindelijk opgemerkt door de Britten. Die brachten de Tibetaanse regering op de hoogte van het bestaan van de beweging en noemden met name de naam van Pandatsang Rapga daarbij. De Tibetanen eisten daarop de uitlevering van Rapga aan Tibet. Dat bleek niet mogelijk, ook omdat Rapga in het bezit was van een Chinees paspoort. Hij werd wel Brits-Indië uitgezet en vertrok naar Shanghai. Kunphela werd enige tijd later ook uitgewezen en vertrok naar Nanking.

## In Nanking
In Nanking kreeg Kunphela een baan bij het Bureau van Tibetaanse en Mongoolse Zaken van de Kwomingtang. In zijn periode in India had Kunphela naast zijn financiële ondersteuning door de Kwomingtang ook geprobeerd zelf nog wat bij te verdienen. Dat deed hij door als een soort handelsagent op te treden voor de handelsfirma van Jampäl Yeshe Gyaltsen die ook na zijn gedwongen aftreden als regent van Tibet in 1941 die firma voortzette. Kunphela had een keer een zeer aanzienlijke hoeveelheid goederen gekocht voor die firma, maar kreeg van Jampäl Yeshe Gyaltsen zijn geld niet terug. Vanaf dat moment begon Kunphela Jampäl Yeshe Gyaltsen intens te haten.

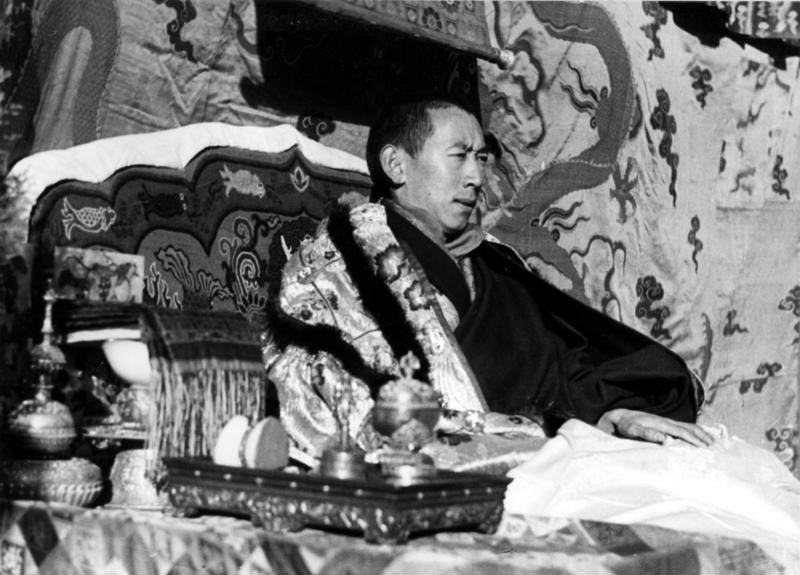
Jampäl Yeshe Gyaltsen als regent in 1938

In maart 1947 had Gyaltsen een pakket met bom en tijdmechanisme laten afleveren voor de zittende regent afleveren, bedoeld om die regent, tweede Tagdrag Rinpoche, om te brengen. Het pakket werd echter door de bureaucratie in de administratie niet bij de regent bezorgd. Toen korte tijd later een bediende het pakket opende, richtte het maar zeer geringe materiële schade aan. De Kashag meldde het incident aan de regent en maakte het ook openbaar in Lhasa. Er werd opgeroepen om de persoon te melden die het pakket bezorgd zou hebben. Iedere huisbezitter in Lhasa diende een garantie te geven dat hij geen onderdak zou verlenen aan die persoon. Er werden echter geen tips ontvangen en de regent ondernam voor een periode van twee à drie weken geen verdere actie.
Kort daarvoor had Kunphela in Nanking Gyagponphu ontmoet, een vertegenwoordiger van Gyaltsen die naar Nanking gezonden was om de Kwomingtang om hulp te vragen voor de staatsgreep die Gyaltsen in Tibet aan het voorbereiden was. In een dronken bui werd Gyagponphu loslippig en vertelde Kunphela over het doel van zijn verblijf in Nanking. Kunphela zag zijn mogelijkheid om wraak te nemen op Gyaltsen en wist de Tibetaanse regering hierover via de Tibetaanse zaakgelastigde in Nanking, Thubten Sangpo, te informeren. Zijn telegram hierover bereikte de Kashag op 14 april 1947. Het was die tip die op 16 april leidde tot de arrestatie van Gyaltsen.
Vlak na de moord op Gyaltsen kreeg Kunphela toestemming terug te keren naar Lhasa waar hij van de Tibetaanse regering als beloning voor de tip een riante villa kreeg alsmede een ruime jaarlijkse toelage.

## Terug in Tibet
Voor de periode na 1951 spreken meerdere bronnen elkaar tegen. Het is duidelijk, dat hij omstreeks 1954 een functie had die verband hield met een poging de voedseltekorten op te lossen die waren ontstaan door de grote aantallen militairen in Tibet. Over het algemeen rijst echter een beeld op dat Kunphela in die periode tot die groep Tibetanen behoorde, die om opportunistische redenen en binnen de toen aanwezige omstandigheden vooral goed voor zichzelf probeerden te zorgen.